# Треј Јанг
Треј Рејфорд Јанг (енгл. Trae Rayford Young; Лабок, 19. септембар 1998) амерички је кошаркаш. Игра на позицији плејмејкера, а тренутно наступа за Атланта хоксе. На дресу носи број 11. Играо је колеџ кошарку за Оклахома сунерсе. Дана 19. децембра 2017, са 22 асистенције, изједначио је NCAA рекорд по броју асистенција једној утакмици. До краја своје једине колеџ сезоне, Јанг би био први и једини играч икада који је предводио NCAA у поенима и асистенцијама у једној сезони. Њега су као петог пика на НБА драфту 2018. године бирали Далас маверикси, који су га проследили у Атланта хоксе у замену за Луку Дончића. Заједно са Дончићем, чинио је најбољу петорку новајлија у NBA лиги 2019. године.

## Младост
Рођен у Лабоку у Тексасу, Треј је син Кандис и Рејфорда Јанга, који је играо кошарку у Тексас Теху и професионално у Европи. Има млађег брата Тимотија и две млађе сестре Кејтлин и Камрин. Јанг такође има ујака који је претходно играо факултетску кошарку под НАИА-ом.

## НБА каријера

### Атланта хокси
Изабран је 5. пик на НБА драфту 2018. од стране Далас маверикса, који су га проследили Атланта хоксима у замену за Луку Дончића. Званичан уговор са Хоксима потписао је 1. јула 2018. године за 15.167.700 долара током 3 године. Дана 21. октобра, у својој Трејћој утакмици за Хоксе, Јанг је завршио са високих 35 поена и 11 асистенција у победи од 133-111 над Кливленд кавалирсима. Јанг је 19. новембра завршио са 17 асистенција, 25 поена и три скока уз губитак од Лос Анђелес клиперса од 127 : 119. Дана 25. фебруара 2019. године Јанг је постигао до тада рекорд каријере 36 поена и постигао осам тројки у 119 : 111 поразу од Хјустон рокетса. Јанг је 27. фебруара забележио 36 поена и 10 асистенција у победи после продужетка 131 : 112 над Минесота тимбервулвсима. Затим је два дана касније, 1. марта, оборио сезонски рекорд постигавши високих 49 поена заједно са 16 асистенција у поразу 168-161 после четири продужетка од Чикаго булса. Дана 31. марта Јанг је постигао први кош за победу у каријери против првопласираних Милвоки бакса.
Дана 29. новембра, Јанг је постигао 49 поена, укључујући 21 поен у четвртој четвртини и тиме изборио продужетак против Индијана пејсерса. Дана 23. јануара 2020. изабран јњ као стартер за НБА ол-стар утакмицу у Чикагу. Дана 26. јануара, Јанг је забележио 45 поена и 14 асистенција у победи од 152 : 133 против Вашингтон визардса. Јанг је носио број 8 на дресу у првих 8 секунди утакмице у знак сећања на преминулог Кобија Брајанта. Јанг је 9. фебруара забележио 48 поена и 13 асистенција за 47 минута у победи 140 : 135 после два продужетка над Њујорк никсима. Дана 20. фебруара, постигао је рекорд каријере од 50 поена у победи против Мајами хита, погодивши 8 од 15 покушаја за три поена.

## Успеси

### Појединачни
- НБА ол-стар меч (4): 2020, 2022, 2024, 2025.
- Идеални тим НБА — трећа постава (1): 2021/22.
- Идеални тим новајлија НБА — прва постава: 2018/19.